# 鼎城区园艺示范场
鼎城区园艺示范场是湖南省常德市鼎城区管辖的正科级事业单位，归口农林水系统管理，又属常德农垦部门（鼎城区现代农业农垦投资开发有限公司）管理。
曾是中国中南地区最大的柑橘生产示范基地。其拥有的土地曾以鼎城区园艺场之名列为鼎城区下辖的一个类似乡级单位。2020年时，所辖区域已入石公桥镇。

## 历史沿革
园艺示范场最早可追溯至民国时期的杨家橘园，是当地实业家杨湘曙在沈家坪创办的私营果园。1950年，杨湘曙将果园移交给人民政府。1951年，更名为常德县园艺场。有果园十亩。1952年2月，常德专署建设科在崇仙庵划出六百畝土地，招收85人，将之扩建为常德专署园艺场。场部设在崇仙庵。1968年1月，移交常德市管辖，更名为常德市园艺场。9月，移交常德县管辖，更名为常德县园艺场:354—355。
1962年4月，常德县园艺场改名为白鹤山农林牧渔园艺总场，由副县长胡昌明兼任场长和党委书记。总场面积十万亩，范围由白鹤山扩至石公桥马鞍山。1962年底，撤销白鹤山农林牧渔总场，以崇仙庵作业区为主，重建常德县园艺场，有柑橘生产基地105亩:354—355。
1975年初，更名为常德县园艺示范场，划归国有农垦系列，下辖崇仙庵、贾家岭、舵陂堰、西洋陂四个分场。年底，常德县革命委员会将瓦屋垱公社的两个大队划入园艺场，柑橘生产面积扩大至1.5万亩。1976年，增设9个分场，共13个分场。1978年，园艺场由县独立经营，13个分场调整为5个分场和2个大队:355。
1988年，常德县撤县设区，设鼎城区，故更为常德市鼎城区园艺示范场。1996年，撤区并乡，调整区划后，园艺场下辖5个分场，5个农业村，共26个园组，50个村民小组。至2014年，园艺场行政区划没有变化:355。国家统计局网站中，园艺场下辖以下地区：李家桥村、小西堰村、岩潭咀村、万付庵村、野鸡庙村和分场村。
2003年至2019年期间，鼎城区园艺示范场是鼎城区下辖的四个农场（林场）之一。2020年，鼎城区仅余一个农场（林场）。当时，进行国有农垦农场改革，园艺场剥离社会职能，村、分场划到石公桥镇，故不再列为类似乡级单位。
2015年11月，网络出现匿名举报园艺场党委书记陈小军等人侵吞危房改造资金等问题。此后，湖南省常德市鼎城区纪委查处这一腐败窝案。此案涉案总人数近50人之多，其中，立案21人，移送司法机关9人。因违规套取垦区危房改造专项资金479万元、高速公路建设专项资金92万余元，园艺场党委书记陈小军、场长顾吉伟、副场长黄春华、正科级干部梅其斌等人被开除党籍，移送司法机关。党委委员李克勤受到撤销党内职务处分。还有10余名村（分场）的基层党员干部受到相应党纪处分。
2020年时，鼎城区园艺示范场面积22平方千米，其中两个分场共有桔园5500亩，属国有土地；两个农业村水田面积6300亩，属集体土地；山林面积11000亩，属集体土地。主要职责就是农作物的种植开发与销售。